# Peridroma coniotis
Peridroma coniotis là một loài bướm đêm thuộc họ Noctuidae. Nó là loài đặc hữu của Kauai và Hawaii.
Ấu trùng ăn các loài Chenopodium.

## Phụ loài
- Peridroma coniotis coniotis (Kauai, Hawaii)
- Peridroma coniotis rufata (Warren, 1912) (Kauai)